# FairTK
In dem eingetragenen Verein fair in der TK e.V., kurz fairTK, organisieren sich die Beschäftigten der Techniker Krankenkasse (Die Techniker) und der TK Gesundheit GmbH zu einer Arbeitnehmervereinigung. Der Verein wurde im August 2005 von Mitgliedern der Personalvertretungsorgane der TK gegründet und tritt in Kooperation mit der Gewerkschaft der Sozialversicherung (GdS) als Tarifvertragspartei in der TK auf.
Der Namensteil „fair“ steht als Akronym für frei, aktiv, innovativ und realistisch.

## Geschichte
Ausschlaggebend für die Gründung einer eigenen Arbeitnehmervertretung war die Weigerung der damaligen Tarifvertragspartei, Tarifverträge zu unterschreiben, die sowohl von der TK als Arbeitgeber als auch von der Belegschaft gewünscht wurden. Bei den Beschäftigten entstand dadurch der Wunsch, die eigenen Arbeitsbedingungen unabhängig von den Bedingungen bei den Mit-Bewerbern selber zu gestalten.
Bereits bei der ersten Wahl zum Hauptpersonalrat der TK erzielte die Liste von fairTK knapp 90 % der Stimmen. Die seit Gründung abgeschlossenen Tarifverträge wurden jeweils mit sehr großer Mehrheit von den Mitgliedern angenommen.
Im Oktober 2022 hat der Beirat von fairTK eine Streikordnung als Grundlage für Arbeitskampfmaßnahmen verabschiedet.

## Mitglieder
Nach eigenen Angaben hat fairTK mehr als 10.000 Mitglieder (Stand: Januar 2025) und damit einen Organisationsgrad von knapp 66 Prozent.

## Organisation
Das höchste Organ des Vereins ist die Mitgliederversammlung, die satzungsgemäß alle fünf Jahre zusammentritt. Die Mitgliederversammlung wählt aus ihren Reihen den Beirat. Der Beirat setzt sich aus den gewählten Mitgliedern und ihren Stellvertretungen sowie dem Vorstand von fairTK zusammen. Derzeit besteht der Beirat aus insgesamt 21 Mitgliedern. Der Vorstand führt die Geschäfte und vertritt den Verein nach außen. Er besteht aus einem ersten und zweiten Vorsitzenden, einem Schriftführer, einem Kassenwart und einem Beisitzer.
Am 3. Juni 2024 führte die fairTK in Kooperation mit ihrem Partner – der GdS (Gewerkschaft der Sozialversicherung) erstmals in der Geschichte der Techniker Krankenkasse einen einstündigen Warnstreik durch. Grund hierfür war das Angebot des Vorstands im Rahmen der Gehaltstarifverhandlungen 2024.

## Besonderheiten
Bisher ist die Organisation einer Arbeitnehmervertretung als Verein in Kooperation mit einer etablierten Gewerkschaft ein Alleinstellungsmerkmal von fairTK.
Im Unterschied zu anderen Gewerkschaften arbeiten alle Gremiums- und Vereinsmitglieder inklusive des Vorstands ausschließlich ehrenamtlich für den Verein. Es erfolgt keine Zahlung pauschaler Aufwandsentschädigungen. Die in fairTK organisierten Mitglieder sind ausschließlich Mitarbeiter der TK bzw. TK Gesundheit. Die Vertretung erfolgt also nach dem Prinzip „von Arbeitnehmern für Arbeitnehmer“.
Die Abstimmung über die Annahme von Tarifverträgen erfolgt durch alle Mitglieder von fairTK. Ein bundesweites Netz von sogenannten fairBindern sorgt für die standortnahe Betreuung der Mitglieder.
Für die Fortbildung der Personalvertretungsorgane bietet fairTK ein umfangreiches Seminarangebot an, das neben den Grundlagen des Bundespersonalvertretungsgesetzes (BPersVG) auch Weiterbildungen zu den Tarifverträgen der TK umfasst.